# Мальфино
Мальфино — деревня в Козульском районе Красноярского края России. Входит в состав Балахтонского сельсовета. Находится примерно в 11 км к юго-западу от районного центра, посёлка Козулька, на высоте 323 метров над уровнем моря.

## Население
| 2010 |
| ---- |
| 15   |

По данным Всероссийской переписи, в 2010 году численность населения деревни составляла 15 человек (9 мужчин и 6 женщин).

## Улицы
Уличная сеть деревни состоит из 2 улиц (ул. Лесная и ул. Линейная).